# Booger Bear
Booger Bear es el tercer álbum de estudio de la agrupación musical estadounidense Buddy Miles Express. Fue publicado en noviembre de 1973 por Columbia Records. Producido por Norman Kurban, Booger Bear se grabó en los estudios Record Plant, en Los Ángeles, California, y las mezclas se llevaron a cabo el 3 de noviembre de 1973 por Michael Stone.

## Recepción de la crítica
Un escritor no especificado de la revista Billboard declaró: “La voz sobregrabada de Buddy y una gran banda orientada a los metales ayudan a roquear los pops. Esta es una producción de primer orden con mucho tiempo y cuidado puesto en el material y las selecciones. El énfasis se aleja del blues duro y se centra más en el rock comercial”. Un escritor no especificado de la revista Cash Box declaró: “El nuevo LP de Buddy explota con el dinamismo que se ha convertido en la marca registrada del cantante/baterista/compositor. Los cortes particularmente provocativos del álbum incluyen «Thinking of You» de Jim Messina y el éxito de los años 1960 de Ray Davies, «You Really Got Me». Un ritmo abrumador impulsado por una sección de vientos bien disciplinada siempre ha sido la piedra angular de la mansión musical de Buddy y no hay desviación en este esfuerzo”.

## Lista de canciones
Todas las canciones escritas y compuestas por Buddy Miles, excepto donde esta anotado. 
| Lado uno |                                  |          |  |
| N.º      | Título                           | Duración |  |
| 1.       | «Booger Bear»                    | 5:25     |  |
| 2.       | «Thinking of You» (Jim Messina)  | 4:22     |  |
| 3.       | «Why»                            | 3:50     |  |
| 4.       | «You Really Got Me» (Ray Davies) | 4:36     |  |
| 5.       | «Love» (Miles, Denise Pantos)    | 3:50     |  |

| Lado dos |                                               |          |  |
| N.º      | Título                                        | Duración |  |
| 1.       | «United Nations Stomp»                        | 4:40     |  |
| 2.       | «Crazy Love»                                  | 3:09     |  |
| 3.       | «You Are Everything» (Thom Bell, Linda Creed) | 4:07     |  |
| 4.       | «Louie's Blues»                               | 7:27     |  |

## Créditos y personal
Créditos adaptados desde las notas de álbum de Booger Bear.
Músicos
- Buddy Miles – voz principal y coros, batería, bajo eléctrico, guitarra
- Steve Busfield – guitarra líder, coros
- Roland Robinson – bajo eléctrico, batería (3)
- Donny Beck – órgano, clavinet, piano  eléctrico, sintetizador ARP, coros
- Bob Ferrara – saxofón tenor
- Pat O'Hara – trombón
- Peter Welker – trompeta
- Bill Atwood – trompeta
- Jo Baker – coros
- Ann Sampson – coros
- Mingo Lewis – percusión, congas
- Robert Hogans – órgano (5)
- The Campbell-Kurban String Section – cuerdas

Personal técnico
- Norman Kurban – productor, arreglos
- Buddy Miles – productor (5), arreglos
- Michael Stone – ingeniero de audio, mezclas
- Bob Edwards – ingeniero asistente
- Lee Kiefer – asistente en mezclas

Diseño
- Herbert Worthington – fotografía
- Carl Ramsey – ilustración
- Des Strobel – diseño de portada
- Terry Squire – diseño de portada

## Posicionamiento
| Gráfica (1973–74)                         | Pico de posición |
| ----------------------------------------- | ---------------- |
| Estados Unidos (Billboard Top LPs & Tape) | 194              |
| Estados Unidos (Billboard Soul LPs)       | 47               |
| Estados Unidos (Cash Box Top 100 Albums)  | 165              |